# 1850년 미국 상원의원 선거
1850년 미국 상원의원 선거는 1850년 각 주에서 2명씩 상원의원을 선출했다

## 선거 결과
| 정당       | 의석 수 |
| ---------- | ------- |
| 민주당     | 36석    |
| 휘그당     | 23석    |
| 자유토지당 | 2석     |